# Anne-Emmanuel de Croÿ
Pour les autres membres de la famille, voir Maison de Croÿ.
Ne doit pas être confondu avec Emmanuel de Croÿ-Solre.
Anne-Emmanuel-Ferdinand-François de Croÿ, prince de Solre et du Saint-Empire, est un militaire et député français né le 10 septembre 1743 à Paris et mort le 15 décembre 1803 au château du Rœulx, (Belgique).

## Biographie
Anne-Emmanuel de Croÿ est issu de l'illustre famille de Croÿ qui « faisait remonter son origine à un cadet (Antoine Ier le Grand de Croÿ) de la maison de Hongrie », et qui s'éleva aux plus hautes dignités sous les règnes de Philippe le Bon, duc de Bourgogne de Philippe le Beau et de Charles Quint, rois d'Espagne et souverains des Pays-Bas.
Il est le fils d'Emmanuel de Croÿ Solre, duc de Croÿ, maréchal de France en 1783 (1718-1784), et d'Angélique Adélaïde d'Harcourt (1719-1744), le petit-fils de François d'Harcourt, 2e duc d'Harcourt, maréchal de France. Il hérite de sa mère la baronnie et le château de Culan, dans le Berry.
Le duc de Croÿ sert dans les armées du Roi de France à partir de 1757, comme mousquetaire de la garde du Roi. Breveté capitaine de cavalerie en 1760, il sert comme mestre de camp du régiment royal Normandie cavalerie.
En 1780, il est promu brigadier des armées du Roi puis en 1784 maréchal de camp.
De 1784 à 1789, il fait reconstruire par l'architecte Jean-Baptiste Chaussard, le château de l'Hermitage, dans la forêt de Bonsecours, à la place de l'édifice élevé par son père, dont il ne conserve que les dépendances.
Après la mort de son père, il reprend à Paris, le bail de l'hôtel particulier familial, l'hôtel de Rothembourg.
Il est élu le 19 avril 1789 député aux États-Généraux par la noblesse du bailliage du Quesnoy, avec le mandat de voter par ordre.
Élu Vice-président de la chambre de la noblesse le 13 juin 1789, il tient pour la monarchie.
Devant la montée révolutionnaire, Il donne sa démission le 1er décembre 1789 et est remplacé par le baron de Nédonchel.
Il émigre au commencement de l’année 1792, séjourne en Belgique, puis aux Pays-Bas, à Vienne, à Altona. Ses biens en France sont saisis par la République, puis vendus comme bien national.
Il hérite du château du Roeulx.
Son fils aîné parvient à racheter ses domaines du Hainaut, en particulier le domaine de l'Hermitage.
À la suite du Traité de Lunéville et en vertu du Recès d'Empire, le 25 février 1803, il est indemnisé de ses pertes foncières en Allemagne par la souveraineté de Dülmen, en Westphalie.
Il meurt au château du Rœulx (Hainaut) le 15 décembre 1803.

### Distinctions
- Chevalier de l'ordre royal et militaire de Saint-Louis (1771)
- Chevalier des Ordres du roi (2 février 1786)

### Armoiries
| Figure | Blasonnement |
|        | Écartelé : au 1 et 4, contre-écartelé a) et d) d'argent, à trois fasces de gueules (de Croÿ), b) et c) d'argent, à trois haches de gueules, les deux du chef adossées et posées l'une en bande, l'autre en barre, celle de la pointe posée en bande (de Renty) ; au 2, contre-écartelé a) et d) d'azur, à trois fleurs-de-lis d'or (de France), b) et c) de gueules plein (d'Albret), sur le tout d'hermine (de Bretagne); au 3, contre-écartelé a) et d) d'or au lion de sable (Flandre), b) et c) losangé d'or et de gueules (Craon). Sur le tout de l'écu écartelé de Croÿ et de Renty. |

### Mariage et descendance

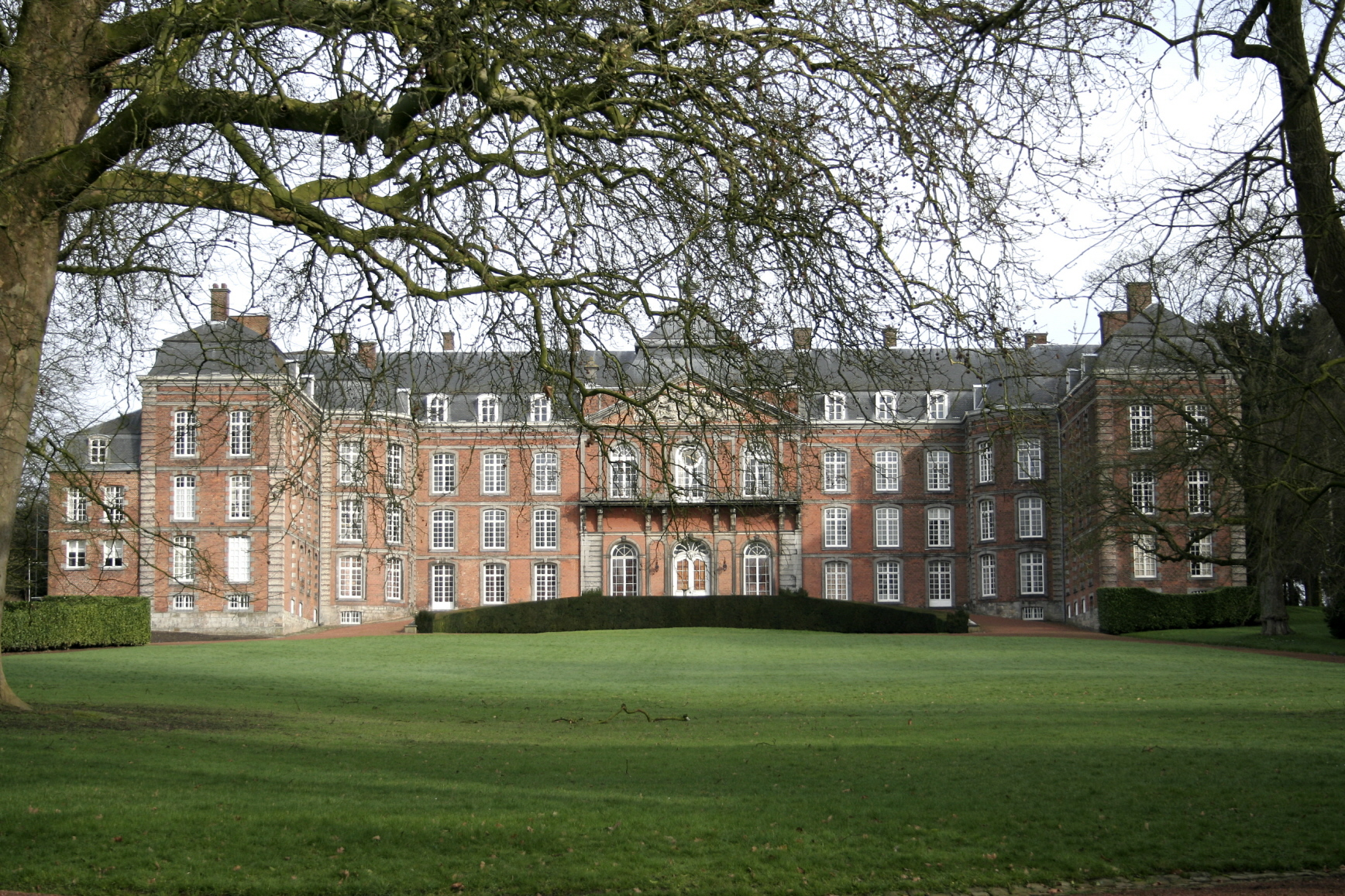
Le Rœulx, le château des princes de Croÿ.

Il épouse à Paris le 11 octobre 1764, Auguste Friederike zu Salm-Kyrburg (Aix la Chapelle,13 septembre 1747 - Bruxelles, 17 avril 1822), fille de Philippe Joseph de Salm, prince régnant de Salm-Kirbourg, chambellan de l'impératrice, et de Marie-Thérèse Joséphine, princesse de Hornes. Elle était la sœur de Frédéric III, prince régnant de Salm-Kirbourg, qui fit construire à Paris l'hôtel de Salm, actuel Musée de la Légion d'honneur ; la sœur aussi d'Amélie Zéphyrine de Salm Kyrbourg, princesse de Hohenzollern.
Tous deux eurent six enfants :
- Auguste-Louis-Philippe-Emmanuel de Croÿ (Paris, 3 décembre 1765 - Condé-sur-l'Escaut, 19 octobre 1822), 9e duc de Croÿ, seigneur de Dülmen, prince de l'Empire et grand d'Espagne, pair de France (1814), duc-pair héréditaire (1817), marié à deux reprises, dont postérité ;
- Emmanuel-Marie-Maximilien de Croÿ (Paris, 7 juillet 1768 - Paris, 24 janvier 1848), prince de Solre, marié, le 12 avril 1788, avec Adélaïde de Croÿ (1768 - 1846), fille de Joseph-Anne-Maximilien de Croÿ d'Havré (1744 - 1839), duc d'Havré, marquis de Wailly, dont postérité ;
- Louis Charles de Croÿ, prince de Croÿ, officier, émigré, sert dans les armées du Roi d'Espagne, non marié (Paris, 19 décembre 1769 -1795) ;
- Charles Maurice de Croÿ, prince de Croÿ, officier, émigré, sert dans les armées du Roi de Bavière, non marié (Paris, 30 juillet 1771 - 16 janvier 1841) ;
- Gustave-Maximilien-Juste de Croÿ (Condé-sur-l'Escaut, 12 septembre 1773 - Rouen, 1er janvier 1844), prêtre, évêque de Strasbourg (1817 - 1823), archevêque de Rouen (1824 - 1844), cardinal (1825), grand aumônier de France, Pair de France ;
- Amédée Louis de Croÿ, prince de Croÿ, officier, émigré, sert dans les armées de l'Empereur d'Autriche, non marié (Paris, 7 mai 1777 - 1er novembre 1832)[8].